# 語意
語意（英語：meaning），在語言學上，指發出訊息者想要表示或傳達給發現者或接收者的理念；亦或發現者或接收者由該語境所推斷的結果。
在大多數語言中，有些字往往會有多種不同涵義；因此發現者或接收者由語境推斷語意時，往往會因線索不足而混淆，導致產生不同的解讀。